# Galungan

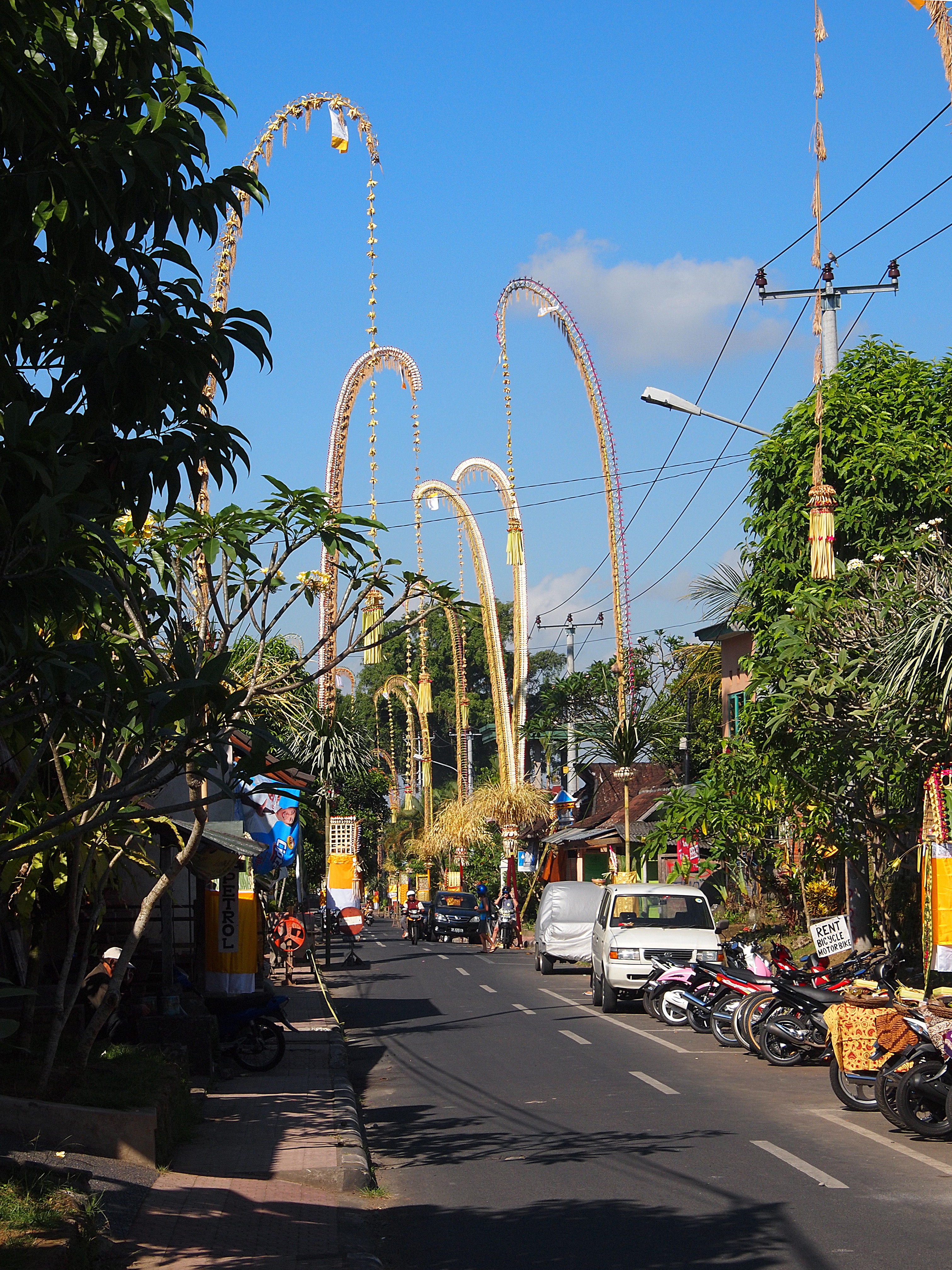
Straßendekoration zu Galungan

Galungan ist ein Feiertag im balinesischen Hinduismus, bei dem der Sieg des Dharma (die Tugend) über das Adharma (das Übel) gefeiert wird. Es markiert die Niederkunft der Geister der Verstorbenen bzw. der Geister der Götter.
Galungan findet alle 210 Tage statt und ist ein gottesdienliches Fest, nach welchem sich die balinesische Zeitrechnung richtet; die Zeit zwischen zwei Galungan wird als ein Musim bezeichnet. Zu den religiösen Feierlichkeiten gehörten im 19. Jahrhundert neben öffentlichen Lustbarkeiten auch Hahnenkämpfe und Tänze.
Die Zeit der Feierlichkeiten beginnt drei Tage vorher und endet 11 Tage danach. Sie beinhaltet unter anderem viele Dekorationen, symbolische Opfergaben und Gebete. Am letzten Tag wird Kuningan gefeiert, der Wiederaufstieg der Geister in den Himmel.
Während des Galungan-Fests wird vor Häusern, in denen das vorherige Jahr eine Hochzeit stattgefunden hat, ein reich verzierte Lamak nganten aufgestellt.

## Termine
Galungan findet an folgenden Tagen statt:
- 8. Juni 2022
- 4. Januar 2023
- 2. August 2023
- 28. Februar 2024
- 25. September 2024
- 23. April 2025
- 19. November 2025
- 17. Juni 2026